# Alonzio
Alonzio (in greco antico: Ἀλοντίον?) era un'antica città della Sicilia, fondata da coloni greci.

## Storia
Secondo Dionigi di Alicarnasso, vi si stabilirono alcuni dei compagni di Enea, provenienti dall'Acarnania dopo la caduta di Troia.
Esistono monete di bronzo di Alonzio coniate nel IV secolo a.C. sulle quali figura l'iscrizione «ΑΛΟΝΤΙΝΟΝ» dalle quali si deduce che nella città esisteva il culto per le divinità greche. La città antica viene localizzata a San Marco d'Alunzio.